# Milena Gabanelli
Milena Jole Gabanelli, née le 9 juin 1954 à Nibbiano, est une journaliste italienne, qui collabore avec la RAI depuis 1982 pour des émissions d'enquête, la plus célèbre étant Report, diffusée depuis 1997 sur Rai 3.

## Biographie
Milena Gabanelli est née le 9 juin 1954 à Nibbiano. Diplômée en histoire du cinéma, elle a commencé à travailler en free-lance pour la RAI en 1982, sur des programmes d'actualité. Elle a été correspondante de guerre en ex-Yougoslavie, Birmanie, Cambodge, Vietnam, Mozambique, Somalie et en Tchétchénie. En 1994, elle est choisie comme présentatrice de Professione Reporter puis en 1997, de  Report, qu'elle présente jusqu'en 2016. En 2017, elle a démissionné de la RAI et depuis  collabore avec Il Corriere della sera et participe à des émissions d'approfondissement sur La7.
Le 16 avril 2013, les militants du Mouvement 5 étoiles, parti contestataire représenté au Parlement, la désignent candidate à la présidence de la République italienne pour la succession du chef de l'État sortant, Giorgio Napolitano. Néanmoins, ne s'estimant pas compétente pour une telle fonction, elle se désiste quelques heures avant que ne débute l'élection présidentielle.

## Prix
- 2002 : Prix Alpi
- 2005 : prix Saint-Vincent du journalisme.
- 2009 : Prix L. Barzini
- 2010 : Prix Trabucchi d'Illasi